# Горњи Котори
Горњи Котори (грч. Άνω Υδρούσσα, Ано Идруса) је насеље у Грчкој у општини Лерин, периферија Западна Македонија. Према попису из 2021. било је 209 становника.
На попису из 19991. године Горњи Котори су имали 326 становника, од чега су Словени апсолутна већина а остли Албанци хришћани пореклом из Албаније (асимиловани са Словенима).

## Становништво
| Година       | 1951 | 1961 | 1971 | 1981 | 1991 | 2001 | 2011 |
| ------------ | ---- | ---- | ---- | ---- | ---- | ---- | ---- |
| Становништво | 375  | 426  | 388  | 333  | 326  | 402  | 229  |